# The Chemical Brothers
 (octobre 2009).
Si vous disposez d'ouvrages ou d'articles de référence ou si vous connaissez des sites web de qualité traitant du thème abordé ici, merci de compléter l'article en donnant les références utiles à sa vérifiabilité et en les liant à la section « Notes et références ».
The Chemical Brothers est un duo de musique électronique anglais fondé en 1992 à Manchester et composé de Tom Rowlands et d'Ed Simon, deux anciens étudiants en histoire médiévale de l'université de Manchester.
Initialement nommé The Dust Brothers, le groupe s'est rebaptisé en The Chemical Brothers afin de ne pas être confondu avec les producteurs américains du même nom. Avec des artistes comme The Prodigy ou Fatboy Slim, ils ont fait partie des pionniers qui ont mis le genre big beat à l'avant-garde de la culture pop. Ils ont connu un succès généralisé lorsque leur deuxième album Dig Your Own Hole a dominé les charts britanniques en 1997. Le duo est également reconnu pour ses prestations scéniques brillantes.

## Biographie

### Enfance
Ed Simons est né à Herne Hill, au sud de Londres, le 9 juin 1970 d'une mère avocate et d'un père absent, les deux principaux intérêts de Simons quand il était jeune étaient les avions et les comédies musicales. Simons fréquenta deux écoles publiques du sud de Londres, Alleyn's School et Dulwich College. Pendant ses années d'école, il a développé un penchant pour le groove et la musique hip hop, après avoir fréquenté un club appelé The Mud Club dès l'âge de 14 ans. Au moment où il a quitté l'école, ses deux principaux intérêts musicaux étaient deux groupes de Manchester, New Order et The Smiths. il a continué à étudier l'histoire, en particulier l'histoire médiévale, à l'Université de Manchester.
Tom Rowlands, un camarade de classe d'enfance de Simons, est né le 11 janvier 1971 à Kingston upon Thames, à Londres. Quand Rowlands était très jeune, sa famille a déménagé à Henley-on-Thames. Plus tard, il a fréquenté Reading Blue Coat School dans le Berkshire. Au début de son adolescence, son intérêt pour la musique s'élargit à d'autres genres. Certains de ses intérêts musicaux favoris incluent la bande originale de Oh! What a Lovely War, 2 Tone, le genre rock gothique naissant (The Sisters of Mercy, Fields of the Nephilim) et des artistes electro tels que Kraftwerk, New Order, Cabaret Voltaire et Heaven 17. Il a décrit le premier album de Public Enemy, Yo! Bum Rush the Show, comme « le disque qui a probablement changé sa vie », et a commenté que Miuzi Weighs a Ton a été « l'un des titres les plus étonnants qu'il ait jamais entendu ». Rowlands a également commencé à collectionner des disques de hip hop d'artistes comme Eric B. & Rakim.Tom Rowlands a ensuite rejoint l'Université de Manchester.

### 1984–1995: Formation et début de carrière
C'est à la fac d'histoire de Manchester que Tom Rowlands et Ed Simons font connaissance en 1989. Rowlands et Simons ont ensuite commencé à mixer dans un club appelé Naked Under Leather à l'arrière d'un pub en 1992, sous le pseudonyme de "The 237 Turbo Nutters" (du nom du numéro de leur maison située sur Dickenson Road à Manchester). Le duo jouera du hip hop, de la techno et de la house.
Après un certain temps, ils ont commencé à manquer de morceaux hip-hop instrumentaux , ils ont donc commencé à créer leurs propres morceaux. À l'aide d'un système hi-fi Hitachi, d'un ordinateur, d'un échantillonneur et d'un clavier, ils ont enregistré Song to the Siren.
Song to the Siren est sorti sur leur propre label appelé Diamond Records (d'après le surnom de Ed). En octobre 1992, ils ont gravé 500 copies de leur musiques et les ont emmenées dans divers magasins de disques de dance autour de Londres, mais aucun d'entre eux ne l'a joué, affirmant que la lecture était trop lente (la piste jouait à 111 BPM). Ils ont envoyé une copie au DJ Londonien Andrew Weatherall, qui en a fait un élément permanent dans ses sets de DJ. Weatherall a également fait signer le groupe sur son label Junior Boy's Own. En mai 1993, le label Junior Boy's Own a donc Song to the Siren.
Peu après, ils prennent le nom de « The Dust Brothers ». Plus tard en 1993, les frères Dust ont achevé les travaux de leur EP Fourteenth Century Sky, publié en janvier 1994. Il contenait les Chemical Beats révolutionnaires, qui incarnaient le son big beat qui définit le genre du duo. L'EP contenait également One Too Many Mornings, qui révélait pour la première fois le côté moins intense et plus décontracté de The Dust Brothers. One Too Many Mornings et Chemical Beats apparaîtront plus tard sur leur premier album.Fourteenth Century Sky a été suivi plus tard en 1994 par l'EP My Mercury Mouth EP.
« Chemical Beats » faisait également partie de la bande originale de la première édition de la série du jeu vidéo Wipeout. Grâce à leur talent, ils attirent rapidement l'attention, et dès 1992, ils entrent en studio pour enregistrer leur premier morceau intitulé Song to the Siren. Succès au rendez-vous, le duo devient la coqueluche de la scène électronique britannique. En janvier 1994, ils sortent l'EP Fourteenth Century Sky qui ne fait que confirmer leur succès.
En octobre 1994, les Dust Brothers sont devenus des DJ résidents du petit mais influent Social Club Social Heavenly Sunday au Albany Pub de Great Portland Street à Londres. Noel Gallagher et Paul Weller étaient des visiteurs assidus. Les frères Dust ont ensuite été invités à remixer des morceaux de Manic Street Preachers et The Charlatans, ainsi que Jailbird de Primal Scream et Voodoo People de The Prodigy. Ces deux remixes ont été projetés à la télévision. Au début de 1994, Noel Gallagher, de Oasis - qui était a ce moment un des groupes de guitare les plus en vue en Grande-Bretagne - a contacté puis déclaré au duo qu'il avait écrit un morceau inspiré des Baléares et qu'il aimerait que les Dust Brothers le remixent. Cependant, avec le temps, Gallagher changea d’avis et les Frères ne l’ont finalement pas remixé.
En mars 1995, les frères Dust entament leur première tournée internationale, qui inclut les États-Unis - où ils jouent avec Orbital et Underworld - puis une série de festivals européens. C'est également à cette époque que les The Dust Brothers original ont formulé des objections à propos de l'utilisation de leur nom. Rowlands et Simons ont donc dû choisir un nouveau nom . Ils ont alors décidé de s'appeler eux-mêmes "The Chemical Brothers" d'après "Chemical Beats" . Le groupe se rebaptise donc « The Chemical Brothers », avec selon eux un son plus agressif et puissant et avec l'apport de voix
En juin 1995, ils ont sorti leur quatrième single, le premier sous leur nouvelle identité. "Leave Home" est sorti sur le label Junior Boy's Own, en avant-première du premier album imminent et est devenu le premier hit du groupe.

### Succès international

#### 1995–1997:Exit Planet Dust
Le 15 avril 1995, les Chemical Brothers sortent leur premier album Exit Planet Dust (le titre inspiré par leur changement de nom) sur Freestyle Dust / Junior Boy's Own. L'album est entré dans les charts britanniques en neuvième positions. Il s'est finalement vendu à plus d'un million d'exemplaires dans le monde entier et a été utilisé sur la bande sonore de la série télévisée de science-fiction Virtuality. Peu de temps après sa sortie, les Chemical Brothers signe avec Virgin Records, à laquelle ils créés leur propre label dérivé, Freestyle Dust.
Leur succès international débute avec la sortie du single Life Is Sweet. Le duo entame alors une tournée mondiale avec notamment en première partie Daft Punk, encore à leurs débuts. En janvier 1996, Exit Planet Dust était certifié or.
The Chemical Brothers sort alors en moins de six mois, leur premier EP sur Virgin, le Loops of Fury EP. La version à quatre pistes était limitée à 20 000 exemplaires, mais est désormais disponible en téléchargement numérique. L'EP est entré dans les charts britanniques au n° 13. NME a décrit la piste principale comme « des éclaboussures de synthés sur des rythmes percutants ». L'EP contenait également un remix de Dave Clarke de Chemical Beats, et deux autres nouveaux morceaux, Get Up on It Like This et (The Best Part of) Breaking Up. En février 1996, le magazine Select a publié une liste des 100 meilleurs albums des années 1990 à cette date. Exit Planet Dust était répertorié au numéro 39.
Pendant le festival de Glastonbury en 1995, Rowlands et Simons ont eu une autre conversation avec Noel Gallagher . Gallagher leur a dit combien il aimait Exit Planet Dust et il leur a demandé s'il pouvait chanter sur un futur morceau, similaire à la façon dont Tim Burgess avait travaillé sur Life Is Sweet. Le duo a ensuite travaillé sur une piste qui, selon eux, aurait intérêt à avoir une voix dessus. Ils ont envoyé à Gallagher un enregistrement de ce qu'ils avaient fait jusqu'à présent. Il y a travaillé pendant la nuit et leur a laissé un message tôt le lendemain matin qu'il était prêt à l'enregistrer. Le titre s'appelait Setting Sun et a finalement été publié en octobre 1996. Il est entré dans les charts britanniques au sommet, donnant au duo leur tout premier single numéro un. "Setting Sun" était soutenu par une version instrumentale plus longue, et aussi une nouvelle piste Buzz Tracks. Les avocats des Beatles ont ensuite écrit aux Chemical Brothers, affirmant à tort qu'ils avaient échantillonné Tomorrow Never Knows. Virgin Records a embauché un musicologue pour prouver qu'ils n'avaient pas échantillonné la chanson.
Pendant ce temps, en 1996,le duo sort Live at the Social Volume 1 chez Heavenly Records, qui est devenu le premier CD mix des Chemical Brothers (à l'exception de Xmas Dust Up, un album gratuit paru dans un numéro de 1994 de NME). Ce fut également le premier album live du duo (hors EP Live 05).

#### 1997- 2002: Dig Your Own Hole
En mars 1997, les Brothers sortent le deuxième single de leur prochain album Block Rockin 'Beats qui est classé directement no 1 des charts au Royaume-Uni. Le NME l'a nommé « Single de la semaine » et a déclaré : « Il vibre comme votre tête si vous veniez de faire une longueur sous l'eau dans une piscine pleine d'amyl. ». Il leur a ensuite valu un Grammy Award de la meilleure performance instrumentale rock.
Aux États-Unis à cette époque, Setting Sun est classé numéro 80 du Billboard Top 100, après avoir été vendu a environ 80 000 exemplaires, une réalisation rare pour un titre de "dance" européen. Les ventes d’Exit Planet Dust se sont également élevées a environ 150 000.
Le duo récidive en 1997 avec son album Dig Your Own Hole. Dans les mêmes sonorités techno, rock et big beat, ce nouvel album confirme leur maîtrise des sonorités électroniques, notamment à travers les singles Setting Sun, Elektrobank, Block Rockin' Beats et The Private Psychedelic Reel, et confère à l'album la première place des charts britanniques du 15 au 27 avril 1997. Il a été enregistré dans le studio du sud de Londres, avec le titre tiré de graffitis sur le mur extérieur. L'album a été bien reçu, avec Mixmag le notant 10/10 et l'appelant "assez fou pour être passionnant, assez lisse pour ne pas être comme les tables basses à la mode".
Au cours de l'été 1997, les Frères font de nombreuses tournées, notamment aux États-Unis. En août, les Chemical Brothers ont réalisé un rapprochement avec les Dust Brothers américains et leur ont demandé de remixer le prochain single Elektrobank. Ils sont également devenus très recherchés pour des remixes pour d'autres artistes. En septembre, le prochain single de Dig Your Own Hole, Elektrobank est sorti. En novembre, le groupe a joué au Dublin's Point Theatre, avec le soutien de Carl Cox . Ils ont également commencé une tournée américaine à Détroit.
À la fin de l'année, le dernier morceau de Dig Your Own Hole, The Private Psychedelic Reel, d'une durée de neuf minutes, a donné naissance à un mini-EP en édition limitée du même nom. La face B consistait en une version live de "Setting Sun", enregistrée au Lowlands Festival, aux Pays-Bas le 24 août 1997. Toujours en décembre, après quatre spectacles à guichets fermés aux États-Unis, les Chemical Brothers font une tournée au Royaume-Uni, se terminant par un spectacle à guichets fermés à la Brixton Academy de Londres.
En septembre 1998, un deuxième album mix, Brothers Gonna Work It Out, est sorti. Il contient certains de leurs propres morceaux et remixes, ainsi que des chansons d'artistes qui ont influencé leur son, tels que Renegade Soundwave, Meat Beat Manifesto, Carlos "After Dark" Berrios et Kenny 'Dope' Gonzales .
En mai 1999, les Chemical Brothers ont joué trois dates au Royaume-Uni à Manchester, Sheffield et Brighton. Ce même mois, ils sortent leur premier titre original en deux ans, un morceau intitulé Hey Boy, Hey Girl. Dans des interviews à l'époque, Rowlands et Simons ont indiqué que la piste était inspirée des soirées au Sheffield club Gatecrasher. La piste passe numéro 3 dans les charts britanniques.
Deux ans plus tard sort l'album Surrender qui compte onze titres, légèrement plus pop, electro et minimaliste.Il a atteint le n ° 1 dans les palmarès des albums britanniques.L'album comprenait les voix de Noel Gallagher, de Jonathan Donahue, de Mercury Rev, de Hope Sandoval ainsi que celle de Mazzy Star. Ce nouvel opus se révèle finalement être, après quelques critiques, un succès mondial. Le titre Hey Boy Hey Girl est joué dans les clubs au Royaume-Uni et à l'étranger. Une autre chanson, Asleep from Day est utilisée pour une publicité d'Air France réalisée par Michel Gondry.
Plus tard cet été-là, les Frères se sont produits au fameux concert de Woodstock 99 le 24 juillet, avec un accueil positif. En novembre, Out of Control, mettant en vedette Sumner et Gillespie au chant, est sorti en single. La version contenait également un remix de Sasha. Une copie sur CD de Surrender a été placée dans la troisième capsule temporelle Blue Peter, enterrée en janvier 2000. Ce même mois, ils sont apparus sur l'album Xtrmntr de Primal Scream sur la piste 11 avec un remix. Rowlands et Simons ont également remixé un morceau de Halfway Between the Gutter and the Stars de Fatboy Slim, intitulé Song for Shelter.
En 2001, ils étaient très actifs avec des sorties et des performances live. Au début de l'année, ils ont commencé à travailler sur un quatrième album, provisoirement intitulé Chemical Four . Le premier morceau dont les fans ont pu goûter était "It Began in Afrika". La chanson fera ses débuts en live en Californie en avril 2001, au Coachella Valley Music and Arts Festival . Un autre nouveau morceau, Galaxy Bounce, a également fait ses débuts publics à Coachella. . Il a reçu beaucoup de diffusion sur les émissions de radio au Royaume-Uni et est devenu de plus en plus populaire dans les clubs au cours de l'été. Il est également devenu l'un des "hymnes" d' Ibiza au fil de l'été. Il a reçu une sortie commerciale unique en septembre, atteignant le no 8 du palmarès britannique, même si aucune vidéo promotionnelle n'a été réalisée pour le titre.
En 2002, les Chemical Brothers sortent leur 4e album, Come With Us, qui est plutôt apprécié du grand public. Richard Ashcroft du groupe The Verve y participe pour le morceau The Test. Parmi les autres singles issus de l'album, on trouve It Began In Afrika, Star Guitar, Come With Us / The Test, et American EP.

#### Années 2010

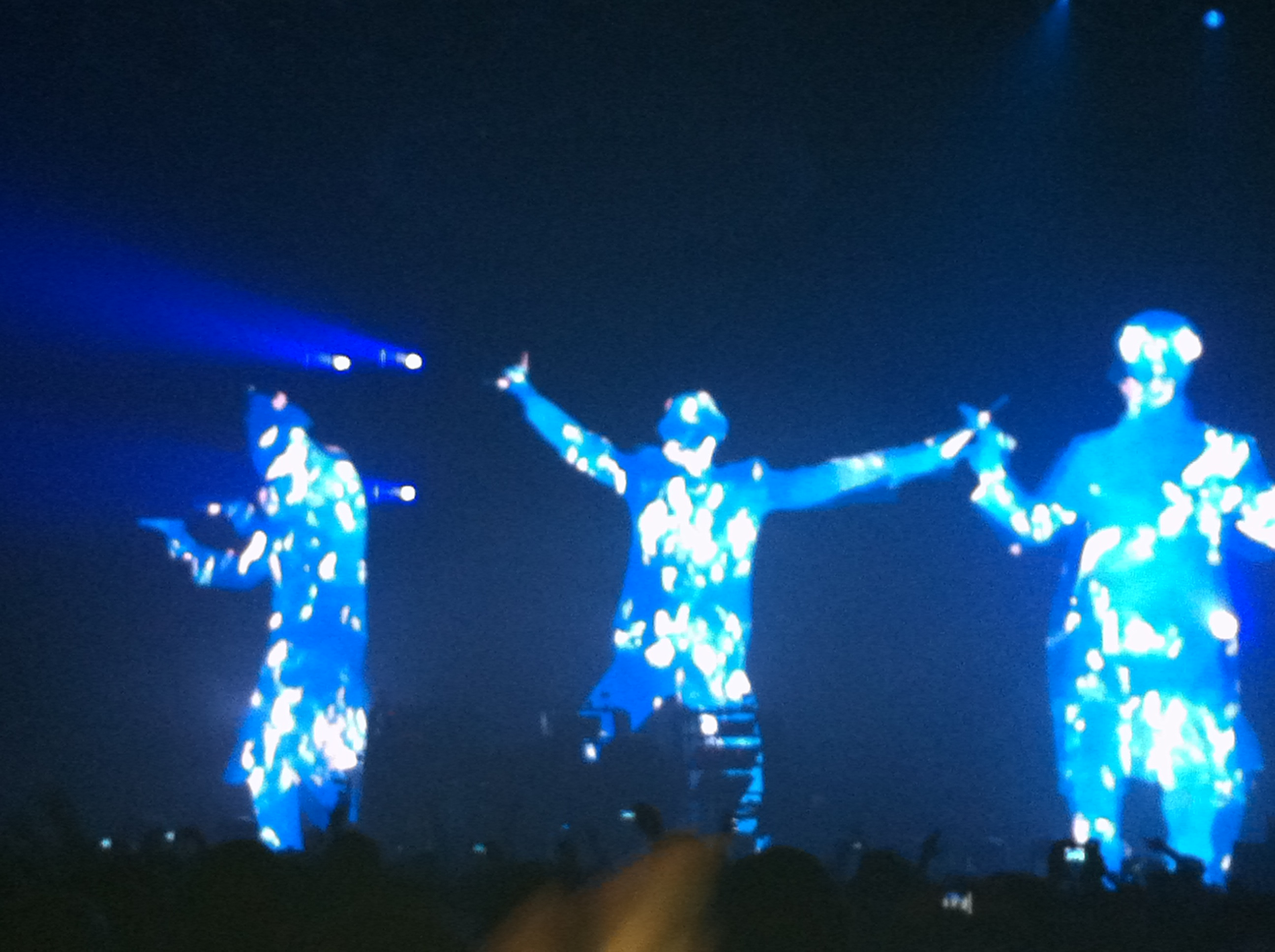
The Chemical Brothers en concert à Paris, le 14 janvier 2011.

Leur titre Midnight Madness a été mis dans la bande son de la simulation de foot Pro Evolution Soccer 2010, ainsi que dans la simulation de course automobile Midnight Club LA.
On peut également remarquer l'omniprésence de morceaux du groupe en fond sonore dans la plupart des reportages de l'émission Téléfoot sur TF1.
Ils ont composé en 2010 la musique du film Hanna, de Joe Wright avec comme acteurs et actrices Saoirse Ronan, Cate Blanchett et Eric Bana.
En 2011, ils composent Don't Think pour le film Black Swan que l'on peut remarquer lors de la scène dans le club. Ce morceau ne fait cependant pas partie de la bande originale du film.
Leur titre Swoon est également utilisé dans l'épisode 2 de la deuxième saison de Misfits.
En 2012, ils composent l'hymne officiel des jeux olympiques de Londres UK 2012 Olympic Games Official Song Theme for London Velodrome. C'est également durant cette année que sort leur premier album live, Don't Think, enregistré durant un concert au Japon en 2011.
Leur huitième album Born In The Echoes sort en juillet 2015. À la fin de l'été, ils participent à l'Electric Zoo à New York.
Le 9e album, No Geography, est sorti sur les plates-formes de streaming le vendredi 12 avril 2019. On voit sur la pochette, en fond, une autoroute et au premier plan un tank avec deux personnes dessus.
Le 17 mars 2023, après deux ans sans nouvelles compositions le duo revient avec le single No Reason. Un communiqué de presse accompagnant le morceau explique que ce morceau est « incomparable et irrésistible, construit à partir d'une mélodie en cascade, d'un riff acide lourd et d'un roulement de caisse claire qui résonne comme un tatouage militaire ». Via un post Instagram, le duo révèle que les voix utilisées dans No Reason ont été samplées. En réalité, elles proviennent de Courts of Wars, un morceau du groupe de new wave Second Layer sorti en 1979. Le single, avait déjà été d'ailleurs joué en exclusivité uniquement en live dans le cadre des récents concerts et DJ sets du groupe. Ce dernier a été masterisé en Dolby ATMOS par le producteur des Beatles, Giles Martin dans les studios d'Abbey Road à Londres. Le titre est accompagné d'un vidéoclip surréaliste (déjà projeté lorsque le morceau était joué toujours en exclusivité dans le cadre de prestation live des Chemical Brothers en 2022), réalisé par Smith et Lyall, collaborateurs de longue date, et chorégraphié et interprété par le Gecko Theatre. De plus, le titre sera disponible en édition limitée en vinyle rouge 12 pouces avec une face B inédite intitulée All Of A Sudden. La sortie du disque est prévue pour le 28 avril,.

## Discographie
- Exit Planet Dust (15 avril 1995)
- Dig Your Own Hole (7 avril 1997)
- Surrender (21 juin 1999)
- Come With Us (28 janvier 2002)
- Push the Button (25 janvier 2005)
- We Are the Night (2 juillet 2007)
- Further (14 juin 2010)
- Born In The Echoes (17 juillet 2015)
- No Geography (12 avril 2019)
- For That Beautiful Feeling (8 septembre 2023)